# We're all alone
We're all alone is een lied geschreven door Boz Scaggs. Hij nam het zelf als eerste op en gaf het uit via zijn hitalbum Silk degrees. Scaggs zag er wel commercieel succes in, maar dan voornamelijk als B-kant van zijn singles What can I say en Lido shuffle. In die hoedanigheid betekende het ook een half succesje voor Toto. Een aantal van de begeleiders van Scaggs zou kort na dit album die band oprichten. Wellicht had Scaggs ongelijk om het lied niet als A-kant uit te brengen, want derden gingen er met het succes van door. Het leverde uiteraard wel inkomsten op.
De bekendste artiest die het nummer zou opnemen was Michael Jackson, maar hij heeft het nooit uitgebracht, aldus Scaggs in het blad Creem.

## Frankie Valli
Frankie Valli was de eerste die er met zijn singleversie succes mee had. Het verscheen zonder zijn “normale” begeleidingsband The Four Seasons in 1976 en haalde in drie weken notering de 78e plaats in de Billboard Hot 100. Dat bescheiden succes ging geheel voorbij aan Europa.

## Walker Brothers
Nederlands succes was er met de versie die de Walker Brothers uitbrachten in het voorjaar van 1977. De B-kant was daarbij een lied van Randy Newman.

### Hitnotering

#### Nederlandse Top 40
| Positie: | 36 | 32 | 37 | uit |

#### NederlandseDaverende 30
| Positie: | 29 | 22 | uit |

## Rita Coolidge
In de tussentijd nam Rita Coolidge het op aanraden van Jerry Moss, een van de twee bazen van A&M Records op. Hij zag commerciële potentie in het nummer, toen bekend werd dat Scaggs het niet als A-kant zou uitbrengen. De tekst werd enigszins aangepast omdat een vrouw het zong. Scaggs sprak in zijn versie ene Aimie aan. Als single zat het echter de versie van de Walker Brothers op de hielen. Moss had gelijk. In de Verenigde Staten stond We're all alone twintig weken in de Billboard Hot 100 en behaalde de zevende plaats. In het Verenigd Koninkrijk volgden dertien weken notering met de zesde plaats als hoogste. Het werd daar Coolidges meest verkochte solosingle.

### Hitnotering

#### Nederlandse Top 40
| Positie: | 24 | 20 | 17 | 17 | 31 | uit |

#### NederlandseDaverende 30
| Positie: | 26 | 24 | 18 | 15 | 23 | uit |

### NPO Radio 2 Top 2000
We're all alone stond alleen in 1999 in de NPO Radio 2 Top 2000, op plek 1934.

## Andere versies
Door de jaren heen kwamen er steeds covers uit. Een van de eersten waren The Three Degrees, maar zij zaten net in het tijdperk Valli/Coolidge. Ook Nederlandse artiesten waagden zich aan het nummer. Ben Cramer zong het als Gelukkig zijn, Liesbeth List onder Vertrouwd gevoel (vertaling Chris Pilgrim). Onder de coverzangers bevond zich ook Joseph Williams, een latere zanger van Toto.